# نايجيريا (نيويورك)
نايجيريا (بالإنجليزية: Niagara, New York)‏ هي بلدة أمريكية تقع في الولايات المتحدة في مقاطعة نياغرا، نيويورك. يقدر عدد سكانها بـ 8,378 نسمة ومساحتها 24.3 كم2 وترتفع عن سطح البحر 190 متر.

## أعلام
- جيمس ماديسون